# Colin Delaney
Colin Delaney (Rochester, 7 settembre 1986) è un wrestler statunitense.

## Carriera
Ha lottato in varie federazioni indipendenti, alcune delle quali appartenenti al circuito della National Wrestling Alliance (NWA), spesso con lo pseudonimo Colin Olsen e conquistando diverse cinture.

### World Wrestling Entertainment
Delaney ha fatto il suo debutto nella WWE come jobber nel roster della ECW sul finire del 2007. Da allora ha perso molti match contro diversi wrestler della federazione, come Shelton Benjamin, Big Daddy V, Mark Henry e da The Miz e John Morrison in un handicap match. Al termine di quest'ultimo incontro Tommy Dreamer è intervenuto in suo aiuto. Il 24 febbraio 2008, Colin Delaney ha ufficialmente siglato un contratto di tre anni con la WWE.
Delaney ha ottenuto la sua prima vittoria il 26 febbraio 2008 in un tag team match con Tommy Dreamer contro The Miz e John Morrison. Nelle successive settimane ha tentato di vincere un contratto (kayfabe) per continuare a combattere nella ECW. Il 6 maggio 2008 ha sconfitto Alejandro Estrada, General Manager della ECW, conquistando così un contratto.
Il 15 agosto 2008 la WWE ha ufficializzato il licenziamento di Delaney.

### Di nuovo nelle indies
Nello stesso giorno, Delaney ha combattuto un match in una federazione indipendente. Entrò poi nella UWA Hardcore Wrestling, dove Delaney si è riunito con l'ex partner Jimmy Olsen sconfiggendo gli Up In Smoke (Cheech & Cloudy). Il 6 settembre, Delaney torna nella Chikara, dove ha ricevuto un fragoroso boato. Tuttavia, la notte successiva passa dalla parte dei cattivi, attaccando Jimmy Olsen e unendosi con Vin Gerard e STIGMA per formare gli UnStable. Inoltre mette da parte il suo cognome Olsen e inizia ad usare il suo vero cognome, Delaney. Poi diventa face prima di tornare ad essere nuovamente heel aiutando il campione Danny Doring a conservare il suo titolo NWA Upstate. In seguito però fa costare la cintura allo stesso Danny il 5 settembre, facendo incoronare nuovo campione Pepper Parks e iniziando un feud con Doring. Allena in seguito una stable nota come The Young & The Wrestlers, composta da lottatori heel. Il 5 dicembre Colin è riuscito insieme agli Young a sconfiggere in un 3 vs 1 Handicap match Danny Doring a Rochester NY.
Il 6 dicembre 2008 Colin sconfigge Jonny Puma vincendo l'NWA Empire Heavyweight Championship. Il 30 giugno 2013 vince il AIW Absolute Championship sconfiggendo Eric Ryan. Nella stessa sera, però, Ethan Page sfida Delaney in un match improvvisato, dove Colin perde il titolo.

## Titoli e riconoscimenti
Absolute Intense Wrestling
- AIW Absolute Championship (1 volta)
- AIW Tag Team Championship (3 volte, con Jimmy Olsen 1 volta e Cheech 2 volte)

NWA Empire
- NWA Empire Heavyweight Championship (1)
- NWA Empire Lord of the Dance Championship (1)

Squared Circle Wrestling
- 2CW Tag Team Championship (1 - con Jimmy Olsen)

NWA Upstate
- NWA Upstate Tag Team Championship (1 - con Jimmy Olsen)

Roc City Wrestling
- RCW Tag Team Championship

## Nel wrestling

### Finisher e trademark move

#### Come Colin Delaney
- Colin DDT
- Schoolboy
- Corner springboard cutter
- Slingshot somersault senton
- Dropkick, qualche volta dalla corda più alta
- High-angle somersault plancha sopra la corda più alta
- Plancha
- Sunset flip

#### Come Colin Olsen
- Lung Blower (Double knee backbreaker)
- Diving crossbody
- Falling lariat sull'avversario a terra